# Adres Onbekend
Adres Onbekend is een radioprogramma van KRO-NCRV waarin met de hulp van luisteraars uit het oog verloren dierbaren worden herenigd. Vaak worden verloren familieleden, oude vrienden of geliefden gezocht. Adres Onbekend was het eerste zoekprogramma van Nederland en de radiovoorloper van de tv-programma's Spoorloos en Memories. 

## Geschiedenis
Het programma wordt sinds januari 1971 uitgezonden, de eerste tijd door Hilversum 3, later door Radio 2. Later is de landelijke editie van het programma verhuisd naar NPO Radio 5, dat het sindsdien elke zondagmiddag uitzendt. Dit was eerst van 14:00 tot 16:00 uur, maar sinds januari 2019 is de uitzending van 12:00 tot 14:00 uur. Daarnaast is er een aparte regionale editie, die op zondagmiddag tussen 12:00 en 14:00 uur wordt uitgezonden door respectievelijk Omroep Zeeland, Omroep West, Omroep Flevoland, Omroep Gelderland,  Radio M Utrecht en NH Radio. Elke zondag zendt RTV Drenthe het programma om 14:00 uur uit. 
Kees Schilperoort was de eerste presentator. De huidige presentator is sinds 2002 Ron Kas.

## Lijst van presentatoren
- 1971 - 1973: Kees Schilperoort
- 1973 - 1989: Anne van Egmond (bij ziekte of afwezigheid werd zij vervangen door Violet Falkenburg en Maartje van Weegen)
- 1989 - 1993: Hans van Willigenburg
- 1993 - 1996: Angelique Stein, Ruud Hermans en Rocky Tuhuteru
- 1996 - 1998: Ruud Hermans en Jeanne Kooijmans
- 1998 - 2002: Jeanne Kooijmans
- 2002 - heden: Ron Kas

## Prijs
In juni 2016 werd het programma bekroond met de Zilveren Reissmicrofoon. Het juryoordeel prees het programma om het vervullen van 'een van de oerfuncties van de radio: mensen terugvinden die kwijt zijn.'
Adres Onbekend (NPO Radio 5) · 
Bureau Kijk in de Vegte (NPO Radio 2) · 
De ochtend* (NPO Radio 1) · 
De Ochtend van 4 (NPO Radio 4) · 
De Staat van Stasse (NPO Radio 2) · 

De Taalstaat (NPO Radio 1) · 
De Wild in de Middag (NPO Radio 2) ·
Eerst Jaap (NPO Radio 6) · 
Gijs 2.0 (NPO Radio 2) · 
Helemaal Haandrikman* (NPO Radio 2) · 
Paul!* (NPO Radio 2) · 
PS radio (NPO 3FM) · 
RabRadio (NPO 3FM) · 

Reporter Radio* (NPO Radio 1) · 
Theater van het sentiment (NPO Radio 5) · 
The Real Mackay (NPO Radio 6)
* Programma van KRO-NCRV